# Superprestige veldrijden 2007-2008
Hier volgt een overzicht van de resultaten in de Superprestigewedstrijden veldrijden van het seizoen 2007-2008. De competitie ging van start op 14 oktober 2007 in Ruddervoorde en eindigde op 16 februari 2008 met de GP Fidea in Vorselaar.

## Puntenverdeling
Punten werden toegekend aan alle crossers die in aanmerking kwamen voor Superprestige-punten. De top vijftien ontving punten aan de hand van de volgende tabel:
| Positie | 1  | 2  | 3  | 4  | 5  | 6  | 7 | 8 | 9 | 10 | 11 | 12 | 13 | 14 | 15 |
| Punten  | 15 | 14 | 13 | 12 | 11 | 10 | 9 | 8 | 7 | 6  | 5  | 4  | 3  | 2  | 1  |

## Mannen elite

### Kalender en podia
| Datum      | Locatie                                       | Cat. | Eerste       | Tweede              | Derde               | Leider in het klassement |         |
| ---------- | --------------------------------------------- | ---- | ------------ | ------------------- | ------------------- | ------------------------ | ------- |
| 14/10/2007 | Cyclocross Ruddervoorde, Ruddervoorde         | C1   | Sven Nys     | Zdeněk Štybar       | Bart Wellens        | Sven Nys                 | details |
| 04/11/2007 | Bollekescross, Zogge                          | C1   | Sven Nys     | Zdeněk Štybar       | Bart Wellens        | Sven Nys                 | details |
| 18/11/2007 | Cyclocross Asper-Gavere, Gavere               | C1   | Sven Nys     | Francis Mourey      | Bart Wellens        | Sven Nys                 | details |
| 25/11/2007 | Cyclocross Gieten, Gieten                     | C1   | Niels Albert | Sven Nys            | Lars Boom           | Sven Nys                 | details |
| 09/12/2007 | Internationale cyclocross Veghel-Eerde, Eerde | C1   | Sven Nys     | Niels Albert        | Bart Wellens        | Sven Nys                 | details |
| 30/12/2007 | Cyclocross Diegem, Diegem                     | C1   | Sven Nys     | Radomír Šimůnek jr. | Zdeněk Štybar       | Sven Nys                 | details |
| 03/02/2008 | Vlaamse Aardbeiencross, Hoogstraten           | C1   | Niels Albert | Zdeněk Štybar       | Sven Vanthourenhout | Sven Nys                 | details |
| 16/02/2008 | GP Fidea, Vorselaar                           | C1   | Niels Albert | Radomír Šimůnek jr. | Sven Vanthourenhout | Sven Nys                 | details |

### Eindklassement
| #  | Veldrijder          | Punten |
| -- | ------------------- | ------ |
| 1. | Sven Nys            | 109    |
| 2. | Bart Wellens        | 96     |
| 3. | Niels Albert        | 92     |
| 4. | Zdeněk Štybar       | 89     |
| 5. | Richard Groenendaal | 63     |